# 焦作市文物保护单位
焦作市文物保护单位，是焦作市政府公布的辖区内市县级文物保护名单，其中焦作市区167处，沁阳市99处，修武县72处，温县53处，博爱县75处，武陟县83处，孟州市53处，共计602处。